# Gletscherbeben

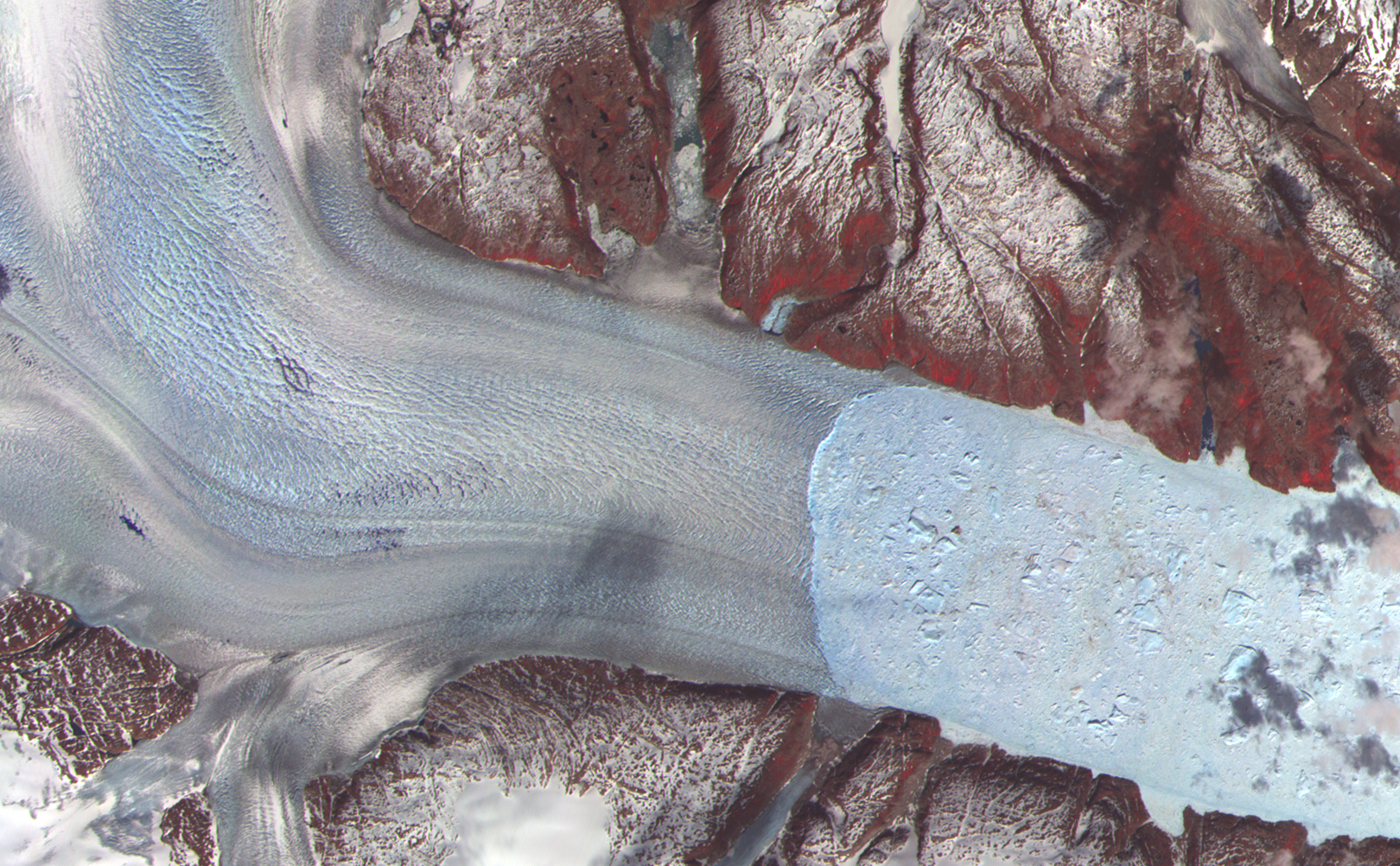
Falschfarben-Satellitenbild vom Kalbungsgebiet des Helheimgletschers (Terra, 2003), eines des größten Auslassgletschers des Grönländischen Eisschilds und eines von mehreren in Grönland, an denen Beben registriert wurden.

Gletscherbeben oder  Gletschererdbeben (englisch glacial earthquake oder glacialquake)
sind seismische Ereignisse, die mit großen Kalbungsereignissen von Meeresgletschern zusammenhängen. Das 2003 erstmals an Auslassgletschern des Grönländischen Eisschilds beschriebene und mittlerweile auch in Antarktika nachgewiesene Phänomen bildet ein interdisziplinäres Forschungsfeld aus Glaziologie, Seismologie und Physik und gilt als Indikator für die globale Erwärmung.

## Entdeckung
Die wissenschaftliche Entdeckung von Gletscherbeben erfolgte zufällig im Jahr 2003. Göran Ekström und Meredith Nettles, seinerzeit beide am Department of Earth and Planetary Sciences in Harvard tätig, filterten teleseismische Daten des Global Seismographic Network (GSN) aus den Jahren 1999 bis 2001 auf der Suche nach „langsamen Erdbeben“.
Der von ihnen selbst entwickelte und zwei Jahre zuvor auf einer geophysikalischen Tagung vorgestellte Algorithmus sollte seismische Quellen aufspüren, die überwiegend niederfrequente, elastische Wellen mit Periodendauern zwischen 35 und 150 Sekunden abstrahlen und so Erdbeben mit ungewöhnlichen Entstehungsmustern finden. Dabei stießen sie auf eine Reihe bis dahin unregistrierter Ereignisse im üblicherweise aseismischen Grönland. Wie weitere Untersuchungen der Daten ergaben, hatten die Forscher damit einen neuen Bebentypus entdeckt.

## Beschreibung

### Glaziologische und klimatologische Zusammenhänge

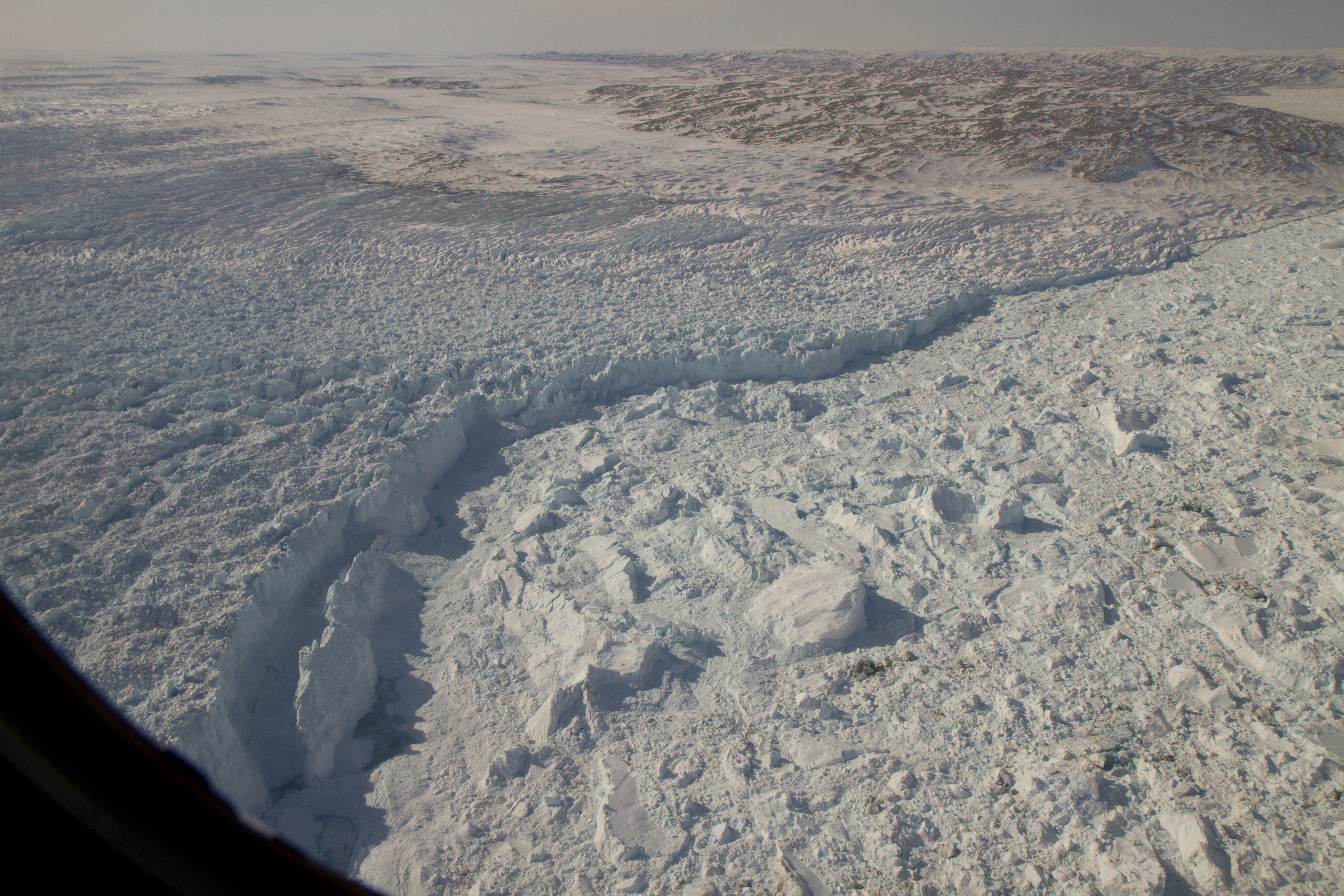
Kalbungsfront des Jakobshavn Isbræ in Westgrönland (2012)

Durch Analyse seismischer Datenreihen aus den Jahren 1993 bis 2013 mittels der von Ekström und Nettles entwickelten Methode konnte gezeigt werden, dass die seismische Aktivität in Grönland seit 1993 stetig zugenommen hat. So wurden 2005 doppelt so viele Gletscherbeben festgestellt wie in den Jahren vor 2002 und in den Jahren 2011 bis 2013 fanden rund ein Drittel aller in den gesamten 21 Jahren identifizierter Ereignisse statt (139 von 444).
Die Zunahme der seismischen Aktivität geht dabei mit Änderungen in der Dynamik zahlreicher Auslassgletscher einher. So ist eine Zunahme der Fließgeschwindigkeit und ein fortwährender Rückzug der Kalbungsfront vieler dieser Gletscher beobachtet worden, weshalb die Beben in einen ursächlichen Zusammenhang mit dem Klimawandel gebracht werden. Die drei größten Gletscher Grönlands verzeichneten zwischen 2002 und 2005 eine Geschwindigkeitszunahme von rund 50 %. Alle bis heute aufgezeichneten Gletscherbeben ereigneten sich an Gletschern mit Fließgeschwindigkeiten von mindestens einem Kilometer pro Jahr. Als Ursache für die Zunahme der Fließgeschwindigkeit gilt, dass an den Oberseiten der Gletscher während der Sommermonate verstärkt Eis abschmilzt, wobei das entsprechende Schmelzwasser über Spalten im Eis zur Gletschersohle gelangt und dort als „Gleitmittel“ wirkt.
Des Weiteren geraten durch ihren landwärtigen Rückzug die Kalbungsfronten der Gletscher in zunehmend flaches Wasser. Dieses sogenannte Near Grounding wird als begünstigend für das Abbrechen von schmalen hohen Eisbergen mit instabiler Schwimmlage betrachtet, das als Hauptmechanismus für die Erzeugung des seismischen Signals gilt (siehe unten). Hingegen brechen von Gletscherzungen, die relativ weit auf das Meer hinausreichen und auf tieferem Wasser aufschwimmen, eher breite (tabulare) Eisberge mit stabiler Schwimmlage ab. Zudem ermöglicht die Grundnähe der Kalbungsfront eine bessere Übertragung des seismischen Signals auf den soliden Gesteinsuntergrund.

### Unterschiede zu Erdbeben
Normale Erdbeben entstehen in der Erdkruste: Wenn sich mechanische Spannungen, die sich beispielsweise im Zuge der Plattentektonik aufgebaut haben, abrupt entladen, wird Energie in Form hochfrequenter kurzperiodischer Wellen freigesetzt. Gletscherbeben hingegen bilden sich an der Erdoberfläche. Nachdem zunächst angenommen wurde, die Beben entstünden an der Gletschersohle in Folge des ruckartigen Vorrückens der Eismasse, konnte später das Kalben, speziell die Ablösung sehr großer Eisberge (mit Volumina im Bereich von Kubikkilometern) von der Gletscherfront, als Auslöser festgestellt werden (siehe unten).
Dabei entstehen langsame langperiodische Wellen, die auf den soliden Gesteinsuntergrund übertragen werden und sich an dessen Oberfläche fortpflanzen. Dieser niederfrequente Wellentyp birgt deutlich weniger Gefahrenpotenzial für die Umgebung und ist mit gewöhnlichen Seismometern nicht erfassbar.
Die gemessenen Magnituden der Gletscherbeben bewegen sich zwischen 4,6 und 5,1 (Mw). Während ein normales Erdbeben der Stärke 5 (Mw) gerade einmal zwei Sekunden dauert, benötigt ein Gletscherbeben gleicher Stärke 30 bis 60 Sekunden, also die 15- bis 30-fache Zeit.
Rund ein Drittel der von Januar 1993 bis Oktober 2005 eindeutig identifizierten Gletscherbeben in Grönland fand allein in den Sommermonaten Juli und August während Rückzugsphasen der Gletscher statt. Eine solche saisonale Varianz ist bei gewöhnlichen Erdbeben nicht feststellbar.
Über das gesamte Sommerhalbjahr hinweg war die glazialseismische Aktivität in diesem Zeitraum im Schnitt um das Fünffache höher als in den Wintermonaten.

### Entstehung
Durch Abgleich seismischer Daten mit Satellitenbildern und des im Nahbereich des Helheimgletschers gemessenen Wasserdrucks konnte erstmals festgestellt werden, dass Gletscherbeben während großer Kalbungsereignisse stattfinden. Die Analyse von Daten, die seit 2006 an anderen großen Auslassgletschern Grönlands erhoben wurden (unter anderem am Jakobshavn Isbræ), zeigte ebenfalls ein simultanes Auftreten von Kalbung und Gletscherbeben. Mittlerweile gilt es als weitgehend gesichert, dass große Kalbungsereignisse eine Ursache für Gletscherbeben sind. Lediglich die genauen Mechanismen und Umstände sind weiterhin Gegenstand intensiver Forschung.
Computermodelle, mithilfe derer die möglichen physikalischen Vorgänge während eines Gletscherbebens simuliert wurden, erbrachten die beste Übereinstimmung mit den real beobachteten Daten, wenn als Ursache des Bebens ein sogenanntes Nonequilibrium Calving Event vorausgesetzt wurde. Ein solches Ereignis besteht darin, dass sich ein sehr voluminöser Eisberg, dessen Länge (gemessen in Fließrichtung des Gletschers) geringer ist als seine Höhe (entspricht der Mächtigkeit des Gletschers), von der Gletscherfront ablöst. Aufgrund seiner Proportionen und der sich daraus ergebenden relativ hohen Lage seines Massenschwerpunktes sowie seines Auftriebs befindet er sich in diesem Moment in einem „Ungleichgewicht“ (nonequilibrium). Ein solcher Eisberg kann innerhalb von 10 bis 15 Minuten um 90° kippen. Die horizontale Beschleunigung, die die Enden des rotierenden Eisbergs dabei erfahren, erzeugt eine horizontal gerichtete „Kalbungskontaktkraft“ (calving-contact force, FC), die eines der Enden auf die Gletscherfront ausübt. Wenn der Eisberg allmählich seine stabile Schwimmlage erreicht, verzögert sich die Horizontalbewegung der Enden und FC verringert sich. Diese Zu- und Abnahme von FC während eines Kalbungsereignisses ist zumindest für die Horizontalkomponente des seismischen Signals verantwortlich. Eine besonders gute Übereinstimmung mit den beobachteten Daten ergab sich, wenn das Modell um eine Gegenkraft erweitert wurde, die durch die sogenannte „proglaziale Eismelange“ auf das obere, von der Gletscherfront wegrotierende Ende des abkippenden Eisbergs ausgeübt wird. Diese Melange ist ein Gemisch aus Meereis und kleineren Eisbergen, das sich oft vor der Gletscherfront in den Fjorden befindet.
Die Ergebnisse dieses theoretischen Ansatzes aus dem Jahr 2008 wurden durch direkte Beobachtungen am Helheimgletscher im Sommer 2013 prinzipiell bestätigt und erweitert. So konnte bei den mindestens zehn aufgezeichneten großen Kalbungsereignissen, die stets mit Gletscherbeben einhergingen, eine kurzzeitige Umkehr der Fließrichtung des „Endstücks“ (Terminus) des Gletschers gemessen werden. Bei sogenannten Bottom-out Calvings, bei denen das untere Ende des Eisbergs von der Gletscherfront wegrotiert, wurde gleichzeitig eine kurzzeitige Abwärtsbiegung des nicht-grundberührenden Terminus um bis zu zehn Zentimeter registriert. Ursächlich für diese Verbiegung ist wahrscheinlich eine starke Verringerung des Wasserdrucks zwischen der Gletscherfront und dem rotierenden Eisberg. Die seismischen Daten legen nahe, dass aus dem gleichen Grund der solide Gesteinsuntergrund unter der Kalbungsfront kurzzeitig geringfügig angehoben wurde. Diese Bewegungen des Gesteinsuntergrundes werden für die vertikale Komponente in den seismischen Signalen verantwortlich gemacht, die durch das ursprüngliche Nonequilibrium-Calving-Modell nicht erklärt wird. Zwar konnten wegen starken Eisgangs im Helheim-Fjord (Maniissilersarpik) keine Druckmessungen im Wasser vorgenommen werden, aber der aus den übrigen Felddaten abgeleitete Wirkmechanismus konnte mithilfe eines Labornachbaus verifiziert werden (siehe Weblinks).
Trotz der hohen Dynamik des Prozesses tragen die Beben in Summe nur wenig zur Gletscherbewegung bei.

## Vorkommen
Gletscherbeben treten an massereichen, dynamischen Meeres- bzw. Auslassgletschern mit entsprechenden Fließgeschwindigkeiten auf. Hauptverbreitungsgebiet ist der Rand des grönländischen Eisschilds, an dem für den Zeitraum von Januar 1993 bis Dezember 2013 insgesamt 444 Ereignisse verortet werden konnten. Der Geologe Ekström wies darauf hin, dass einige der Gletscher so groß wie Manhattan und so hoch wie das Empire State Building seien, sodass es nicht ungewöhnlich sei, dass im Fall relativ abrupter Störungen des normalen Bewegungsablaufs solcher Eismassen in der Größenordnung von 10 Zentimetern pro Minute (die mittlere Fließgeschwindigkeit beträgt maximal 3 Zentimeter pro Minute) seismische Wellen entstünden.
Die drei größten grönländischen Auslassgletscher – Kangerlussuaq-Gletscher, Jakobshavn Isbræ und Helheimgletscher – verzeichneten dabei 57 % aller Gletscherbeben auf der Insel. Am Helheimgletscher allein wurden 103 Beben nachgewiesen.
Während von 1993 bis 2005 in Grönland 182 Gletscherbeben erfasst wurden, waren es am Rand des antarktischen Eisschilds im gleichen Zeitraum lediglich 14. Vincennes Bay (7), die Küste der antarktischen Halbinsel (3), die Georg-V.-Küste (2) sowie der Rand des Filchner-Ronne-Schelfeises und die Banzare-Küste (je 1 Beben) wurden dabei als Ausgangspunkte der seismischen Wellen ermittelt.
Durch die jeweilige Position ist zwar auch für Antarktika die Bindung von Gletscherbeben an Kalbungsereignisse naheliegend, die geringe Anzahl der Beben macht es jedoch, anders als in Grönland, schwierig, ein saisonales Muster zu erkennen.
Die Forschung geht davon aus, dass die größere Ausdehnung der Zungen, Mündungen der Gletscher ins Schelfeis sowie vor allem geringere Schmelzraten für die deutlich kleinere Zahl als in Grönland verantwortlich sind.
Aufgrund der ungewöhnlichen Charakteristik des Bebenherdes und dessen geographischer Lage nahe dem Dall-Gletscher, wurde ein einzelnes seismisches Ereignis, das am 4. September 1999 in der Alaskakette stattfand, zunächst als Gletscherbeben klassifiziert. Nachfolgend in Alaska gewonnene seismische Daten deuten aber auf einen Bergsturz als Auslöser hin.